# محمية الوضيحي
محمية الوضيحي محمية طبيعية قطرية، تقع في جنوب قطر، مخصصة لتربية المها العربي.